# Dorothy (cratère de Vénus)
Cet article concerne le cratère de Vénus. Pour le cratère de Charon, voir Dorothy (cratère de Charon). Pour les autres significations, voir Dorothy.
Dorothy est un cratère d'impact sur Vénus.
Les noms des petits cratères sur Vénus (avec un diamètre inférieur à 20 km) sont nommés d'après des noms féminins courants. Dorothy est un prénom grec, et le cratère a été officiellement désigné par l'Union astronomique internationale en 1997. Le cratère est à l'est de Tamfana Corona et au sud de Seoritsu Farra.
Comme de nombreux cratères d'impact sur Vénus, Dorothy a été inondée et ensevelie par des coulées de lave.